# Selenotypus plumipes
Selenotypus plumipes é uma espécie de aranha pertencente à família Theraphosidae (tarântulas).